# Забайкальське сільське поселення
Забайка́льське сільське поселення (рос. Забайкальское сельское поселение) — сільське поселення у складі Вяземського району Хабаровського краю Росії.
Адміністративний центр та єдиний населений пункт — село Забайкальське.

## Населення
Населення сільського поселення становить 426 осіб (2019; 415 у 2010, 416 у 2002).